# Sagene (quartier)
Sagene est un quartier (bydel) de la ville d’Oslo en Norvège.

## Géographie
Il comprend les quartiers de Sagene, Bjølsen, Iladalen, Sandåker, Åsen et Torshov. C'est le plus petit quartier d'Oslo, mais par rapport à sa taille relativement petite, il a une population remarquable selon les normes norvégiennes. À l'ouest, sa frontière est la rue Uelandsgate et le cimetière (gravlund) Nordre gravlund. Au nord, le quartier borde Tåsen et Storo. La frontière suit ensuite la vallée de Torshovdalen à l'est, et borde les régions de Rodeløkka et Grünerløkka au sud,,.
La rivière Akerselva traverse la commune de Sagene, qui a contribué à façonner la culture et l'histoire de la commune. La rivière a été exploitée pour produire de l'énergie, et le long de celle-ci, pendant mille ans, des usines et des turbines ont fonctionné. La rue principale est la rue Vogts et se situe à Torshov. Le tramway descend cette rue, qui est la plus fréquentée des arrondissements de Sagene et Torshov. La rue est très urbanisée, comptant de nombreux magasins et cafés. La porte Vogts est au cœur de Torshov.

## Histoire
Le plus ancien bâtiment industriel de Norvège - la papeterie Glads Mølle - se trouve à Sagene. Le berceau de l'industrialisme en Norvège se trouve ici au milieu, du XIXe siècle, avec des établissements tels que Graahs Spinneri et Hjula Væveri. L'auteur Oskar Braaten (1881-1939) grandit trouva l'inspiration pour ses livres dans ce quartier. Aujourd'hui, les anciennes usines sont peuplées d'industries modernes, en grande partie de médias, de technologies de l'information et d'entreprises graphiques. Les petites maisons en bois situées le long des rues Maridalsveien et Sandakerveien rappellent les habitations du XVIIIe siècle, tandis que les habitations ouvrières du XIXe siècle sont construites en béton.
L'église de Sagene (Sagene Kirke) est conçue par l'architecte Christian Fürst. Elle est inaugurée en 1891 et est un bâtiment majeur de la région. L'église est construite en style néogothique. Le retable est une copie de celui de la cathédrale d'Anvers. Le retable est exécuté par le peintre Christen Brun (1828-1905), et montre le retrait de Jésus de la croix.
Après la Première Guerre mondiale, la zone autour de Torshov (aujourd'hui partie de l'arrondissement de Sagene) et Sagene est planifiée comme une « ville dans la ville » avec environ 2 000 appartements. Le prestigieux bâtiment Soria Moria datant de 1928 abrite des théâtres, des cinémas, des restaurants et d'autres événements culturels.
En 2003, Sagene est l'un des quatre arrondissements d'Oslo à être élu au suffrage universel direct, les autres étant nommés par le conseil municipal. Au cours de la période 2003-2007, le chef du conseil d'arrondissement est Tone Tellevik Dahl du Parti travailliste, et son adjoint Jan Fredrik Pedersen, du Parti socialiste de gauche. Le conseil d'arrondissement est alors composé de 5 représentants de la Gauche socialiste, de 4 représentants du Parti travailliste, de 2 représentants des Conservateurs et du Progrès, d'un représentant des Rouges et d'un représentant des Libéraux. Lors des élections de 2007, le Parti travailliste devient le plus grand parti, avec 5 représentants, la gauche socialiste et les conservateurs obtiennent chacun 3 sièges, les libéraux deux et le Progrès et les Rouges un chacun.

## Monuments

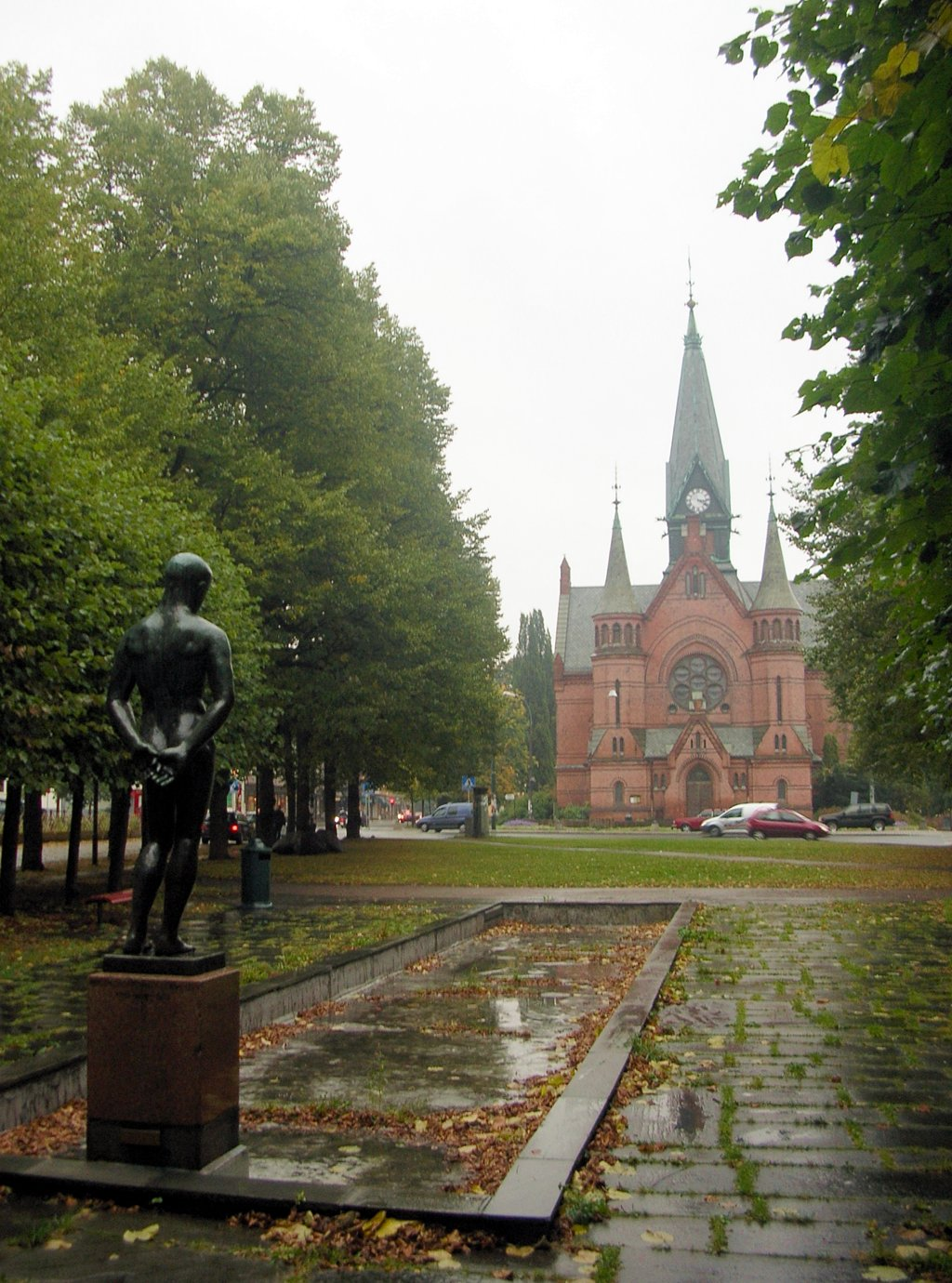
Vue de l’église de Sagene.

- Église de Sagene